# Sternberger Markt

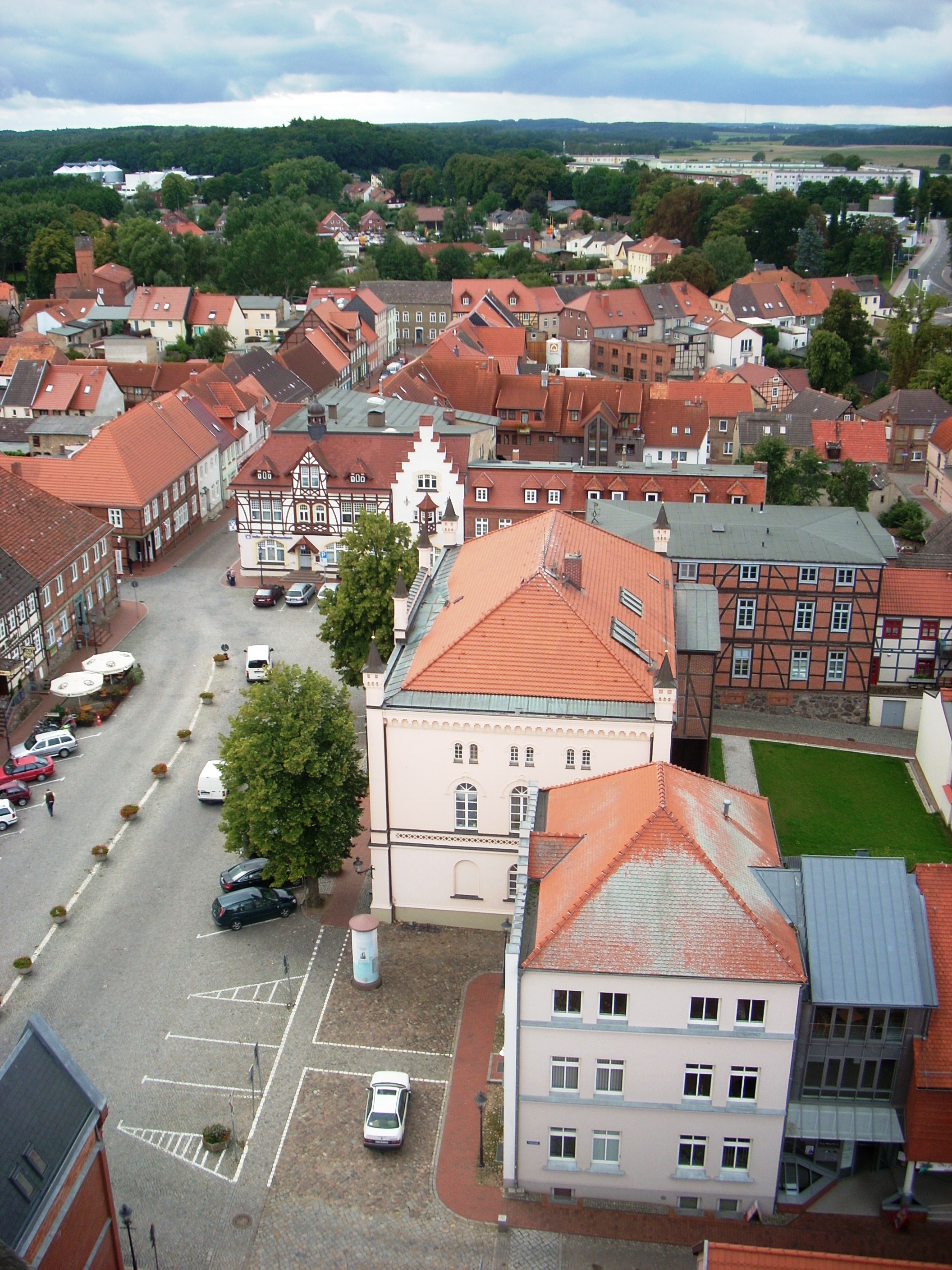
Marktplatz

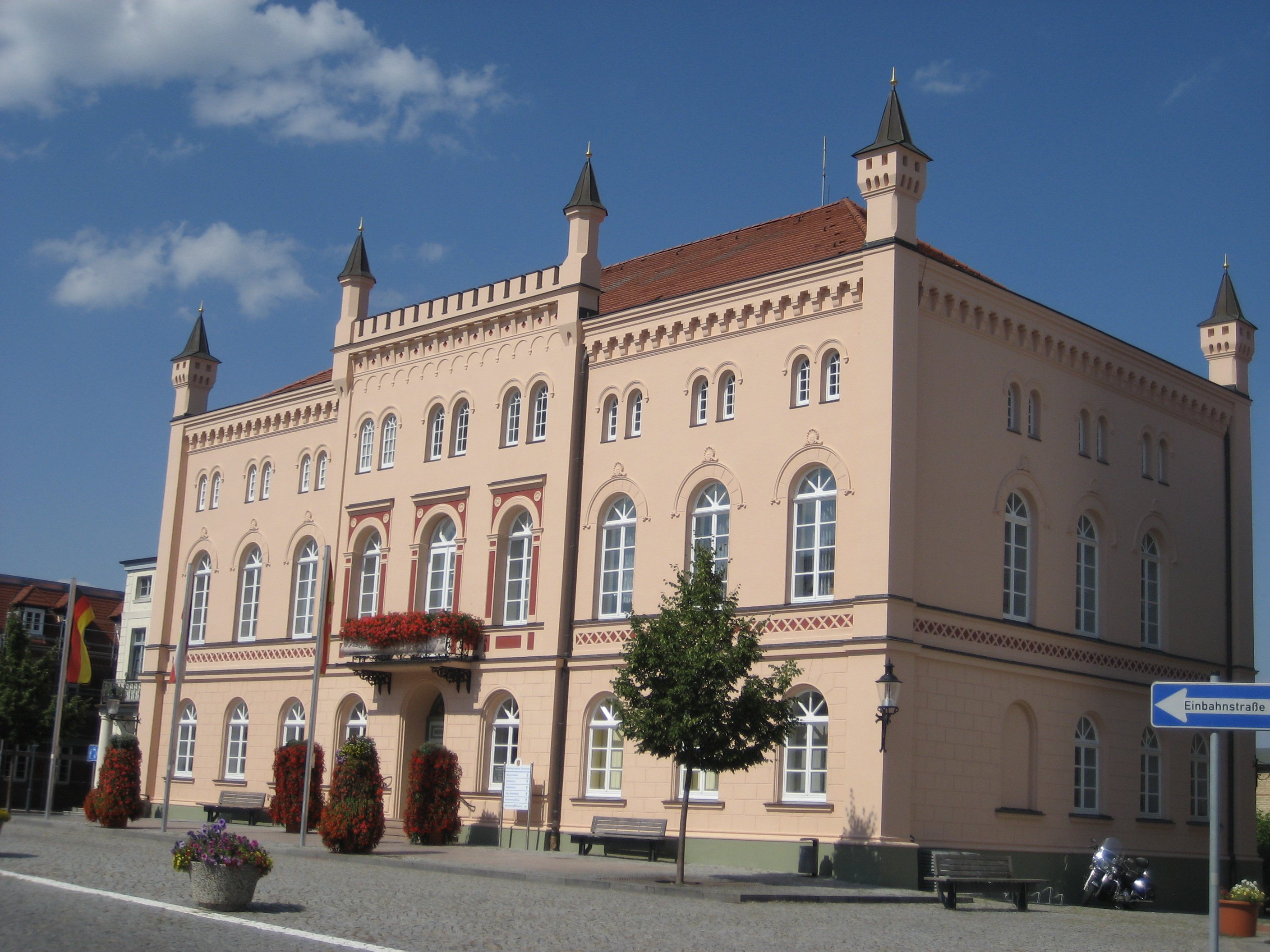
Rathaus Sternberg

Der Sternberger Markt in Sternberg ist der zentrale Platz mit dem Rathaus, der Stadtkirche, dem ehemaligen Postamt und weiteren Gebäuden, die fast alle unter Denkmalschutz stehen.

## Geschichte

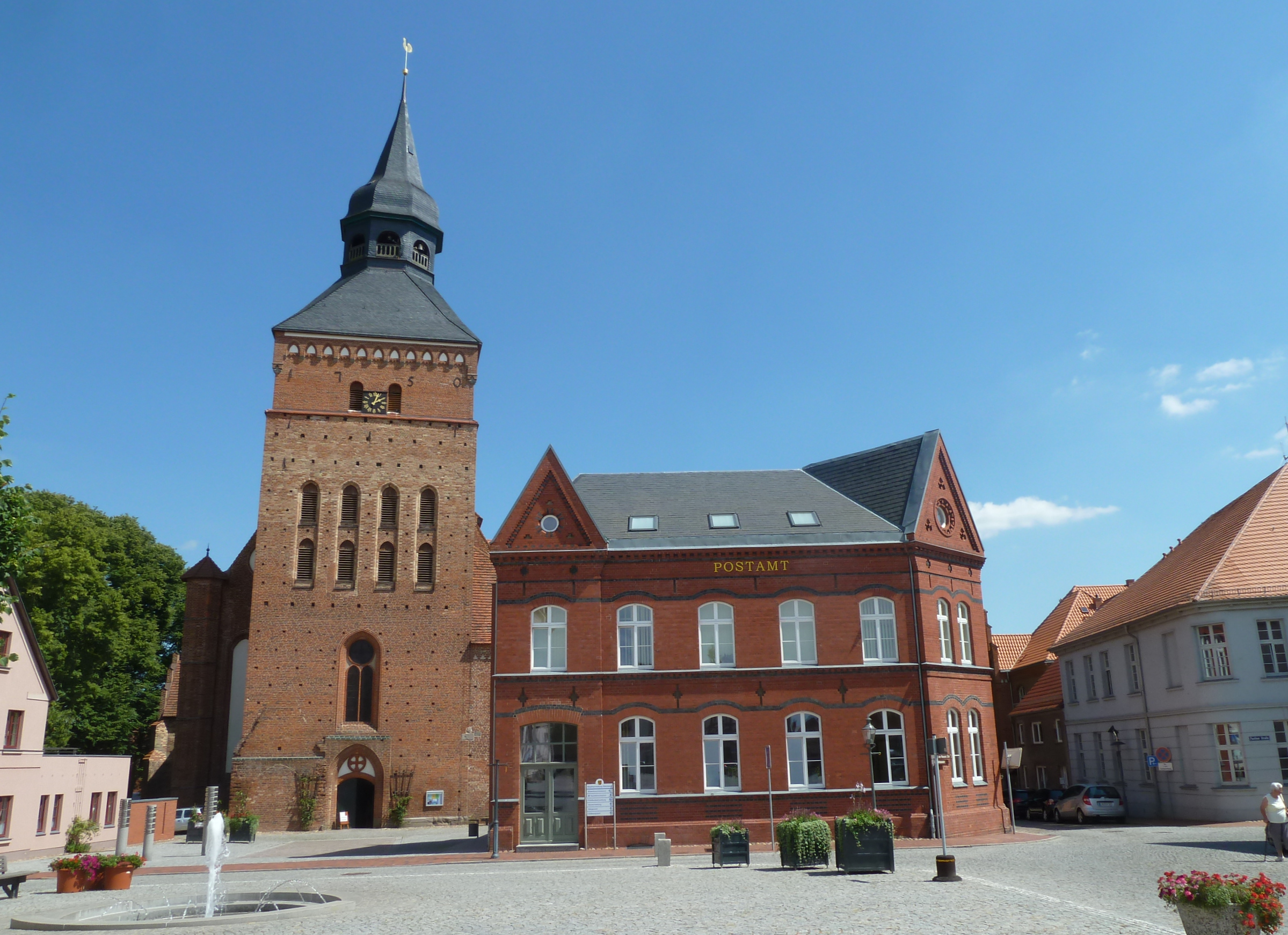
Kirche und Postamt

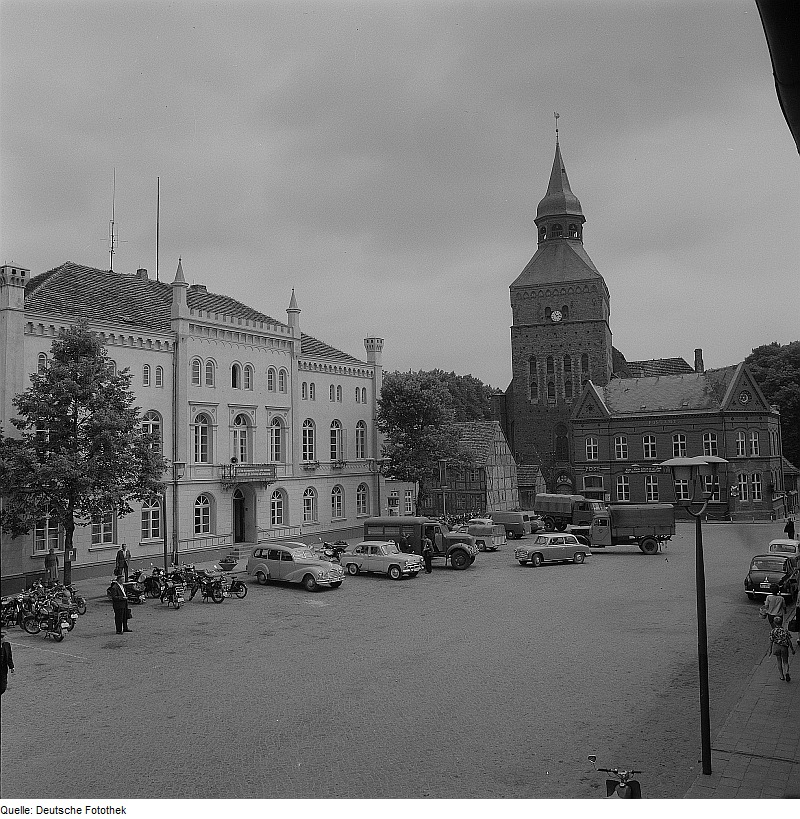
Vor 1977: Markt mit Rathaus, Stadtkirche und Postamt

Sterneberch entstand planmäßig und rasterartig um 1230 bis 1250. Die Stadtkirche stammt von 1309 bis 1322. Das erste Rathaus verbrannte wie viele Gebäude beim großen Stadtbrand von 1308. Auch der Nachfolgebau wurde 1741 vernichtet. 1825 wurde neben dem Rathaus das Haus des Ritterschaftlichen Klubs gebaut. 1845 entstand das heutige Rathaus. Im Rathaus tagte nach 1628 bis 1916 abwechselnd in Sternberg und in Malchin der gemeinsame Landtag von Mecklenburg. 1888 errichtet das Reich das Reichspostgebäude. Der Platz wurde 2009 neu gestaltet.

## Gebäude
- Nr. 1: 3-gesch. Rathaus Sternberg von 1845, ursprünglich 2-gesch. Fachwerkbau, 1850 neogotische Fassade im Tudorstil, ab 1841 zeitweise mit Räumen der Magistratssparkasse (später Sparkasse an anderem Ort), 1992/93 saniert, heute mit dem Amt Sternberger Seenlandschaft, zuständig für 12 Gemeinden.[2]
- Nr. 2: 3-gesch. saniertes Wohn- und Geschäftshaus im Tudorstil mit Praxis und Bürgerbüro
- Nr. 3: 2-gesch. verklinkertes ehemaliges Postamt Sternberg von 1888 im Stil der Gründerzeit mit zwei Giebelrisaliten, Reichspostamt für das Post- und Fernmeldewesen,[3] nach Abriss des Nebengebäudes Sanierung und Umbau, seit 2006 Verwaltungsgebäude der Stadt
- Nr. 4: 3-gesch. klassizistisches Wohnhaus, ehemalige Quartiere der Landtagskommissare, 2001 saniert
- Nr. 5: 2-gesch. rotes Wohn- und Geschäftshaus als Fachwerkhaus mit Dachhaus, 1994 saniert
- Nr. 6: 2-gesch. Gaststätte am Markt als Fachwerkhaus
- Nr. 7: 2-gesch. Wohn- und Geschäftshaus als Fachwerkhaus mit Backsteinausfachungen
- Nr. 8: 2-gesch. Wohn- und Geschäftshaus mit Fachwerkfassade, seitlichem Giebelrisalit, mittigem Zwerchgiebel und Türmchen als Dachreiter, heute mit VR Bank Mecklenburg Regionalzentrum Sternberg, 1997 saniert
- Nr. 9: 2-gesch. Wohnhaus
- Nr. 10: 2-gesch. Wohnhaus mit Backsteinfassade
- Nr. 11: 2-gesch. Wohn- und Geschäftshaus mit Praxis
- Nr. 12: 2-gesch. Fachwerkhaus, 2000 saniert
- Nr. 13: 2-gesch. Wohn- und Geschäftshaus
- Nr. 14: 2-gesch. Wohn- und Geschäftshaus mit Mezzaningeschoss und Arkaden auf vier dorischen Säulen, 2000 saniert
- Backsteingotische fünfjochige dreischiffige Hallenkirche als Stadtkirche Sternberg St. Maria und St. Nikolaus von 1309 bis 1322, mit Taufkapelle von nach 1492, neuer oberer Teil des Turmes von 1659 bzw. 1741
- Pastiner Straße Nr. 1: 2-gesch. Haus mit dem Polizeirevier
- Luckower Straße Nr. 1: 2-gesch. verklinkerter Fachwerkbau mit der Sparkasse Mecklenburg-Schwerin - Zweigstelle
- Mühlenstraße Nr. 6: 1-gesch. Fachwerkhaus mit Zwerchgiebel und Krüppelwalmdach im ältesten erhaltenen profanen Gebäude der Stadt, heute Heimatmuseum Sternberg mit 14 Ausstellungsräumen zur u. a. Ur- und Frühgeschichte der Stadt

## Nebenstraßen
Die Nebenstraßen wurden benannt als Ritterstraße wohl nach dem Ritterkaland zu Sternberg und der Sage, Wallstraße nach dem Wall der Stadtmauer Sternberg, Schulstraße, Mühlenstraße, Pastiner Straße nach dem Ort im Osten, Kütiner Straße und Luckower Straße nach dem Luckower See.

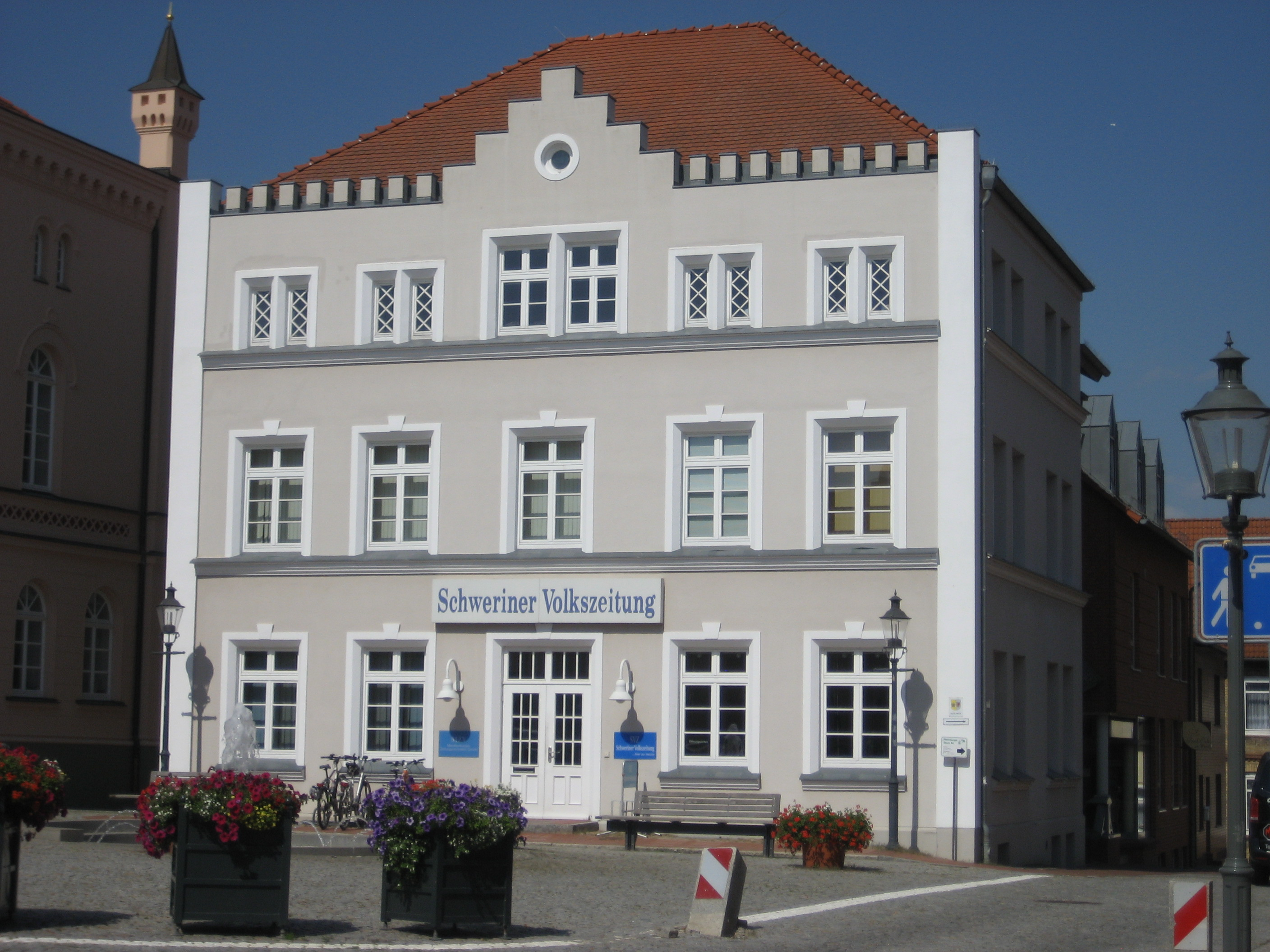
Nr. 2
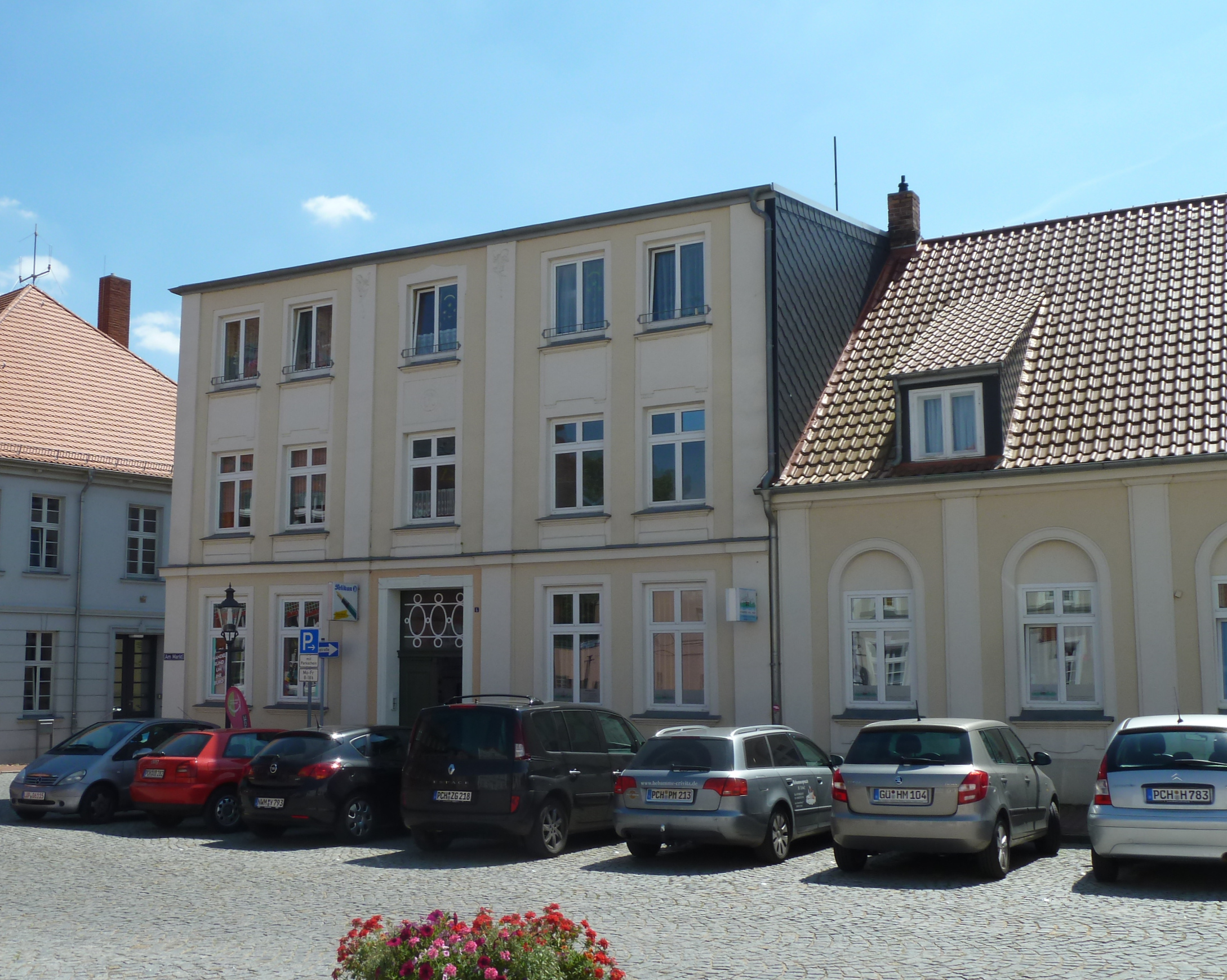
Nr. 4
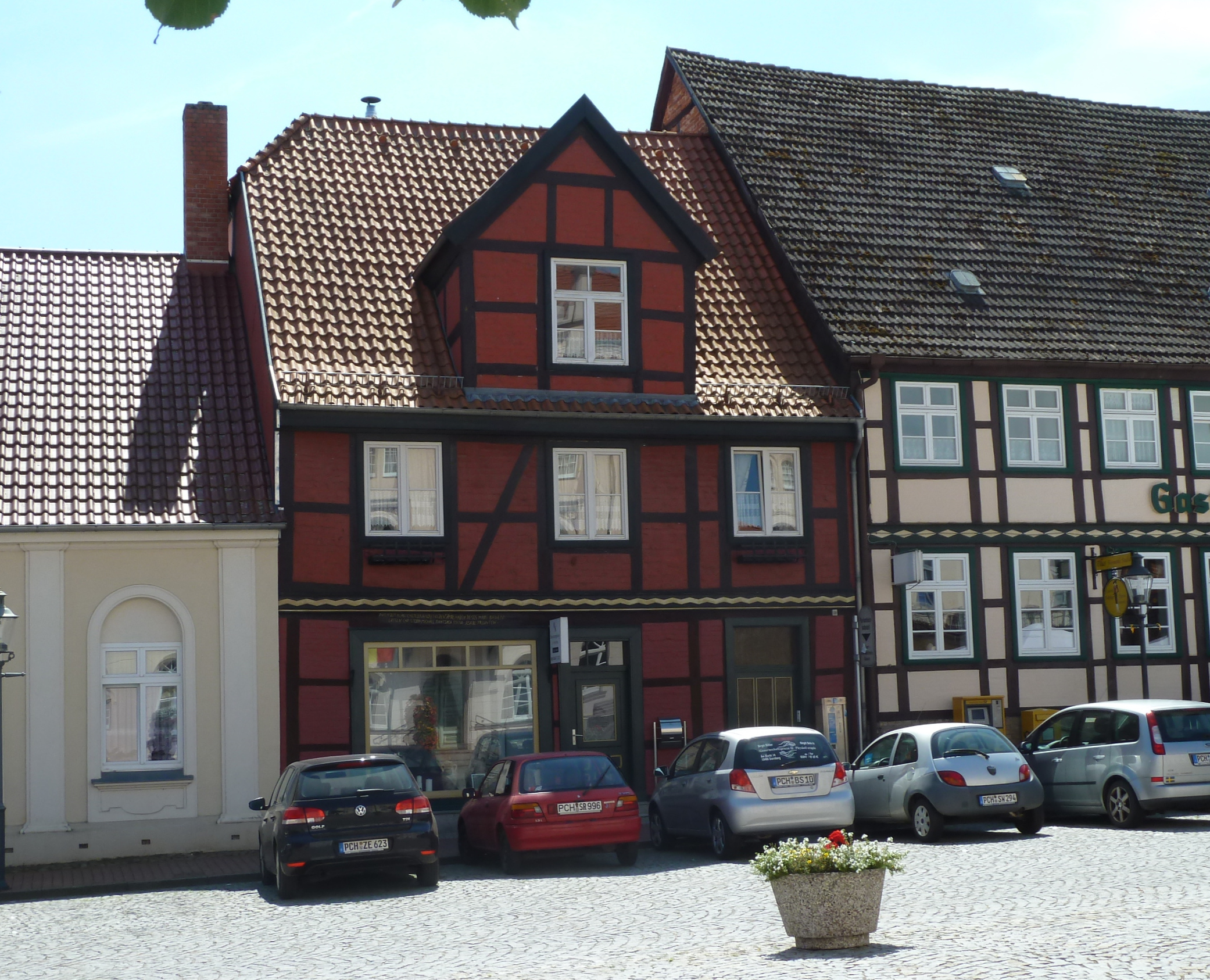
Nr. 5
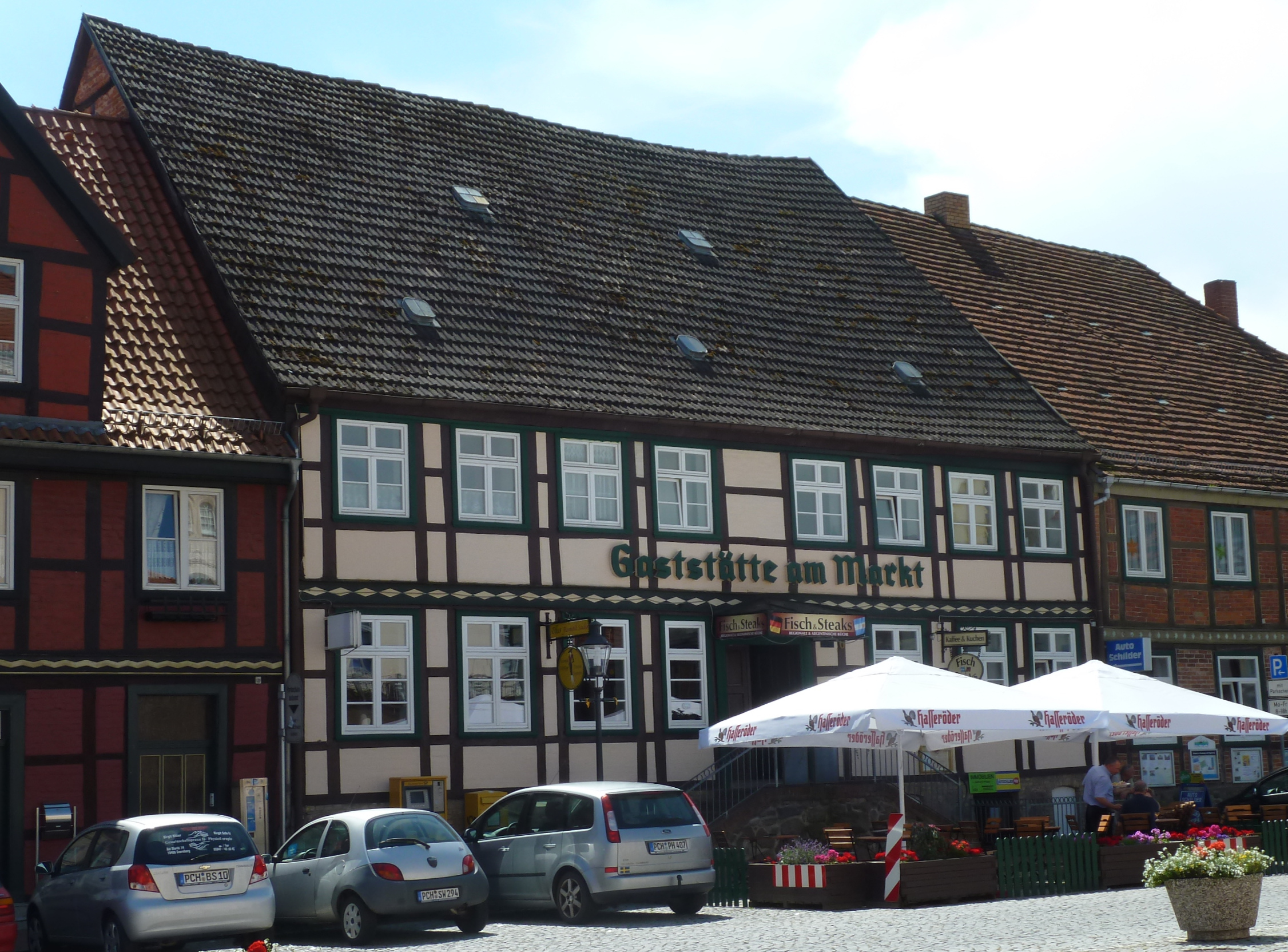
Nr. 6
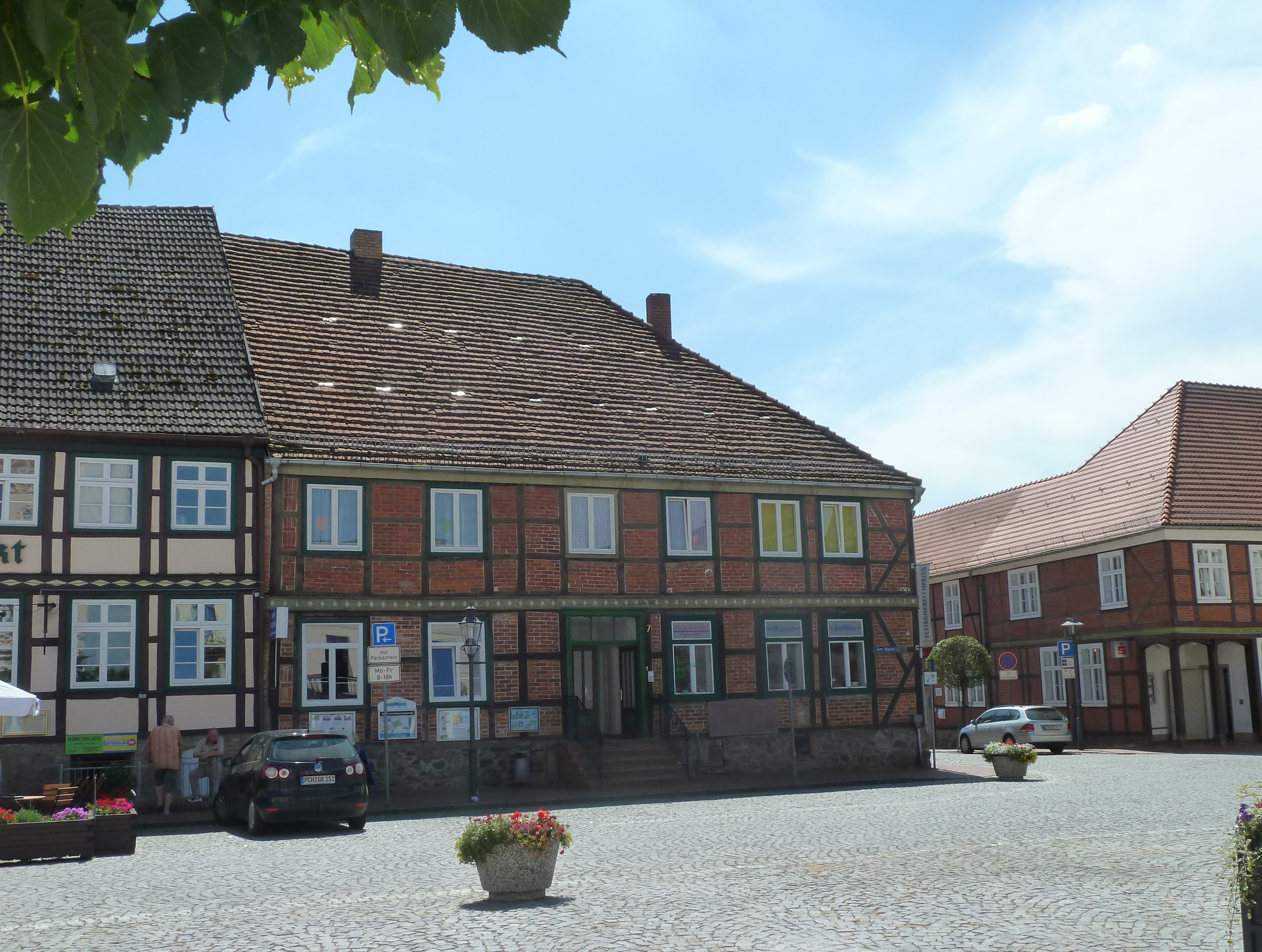
Nr. 7
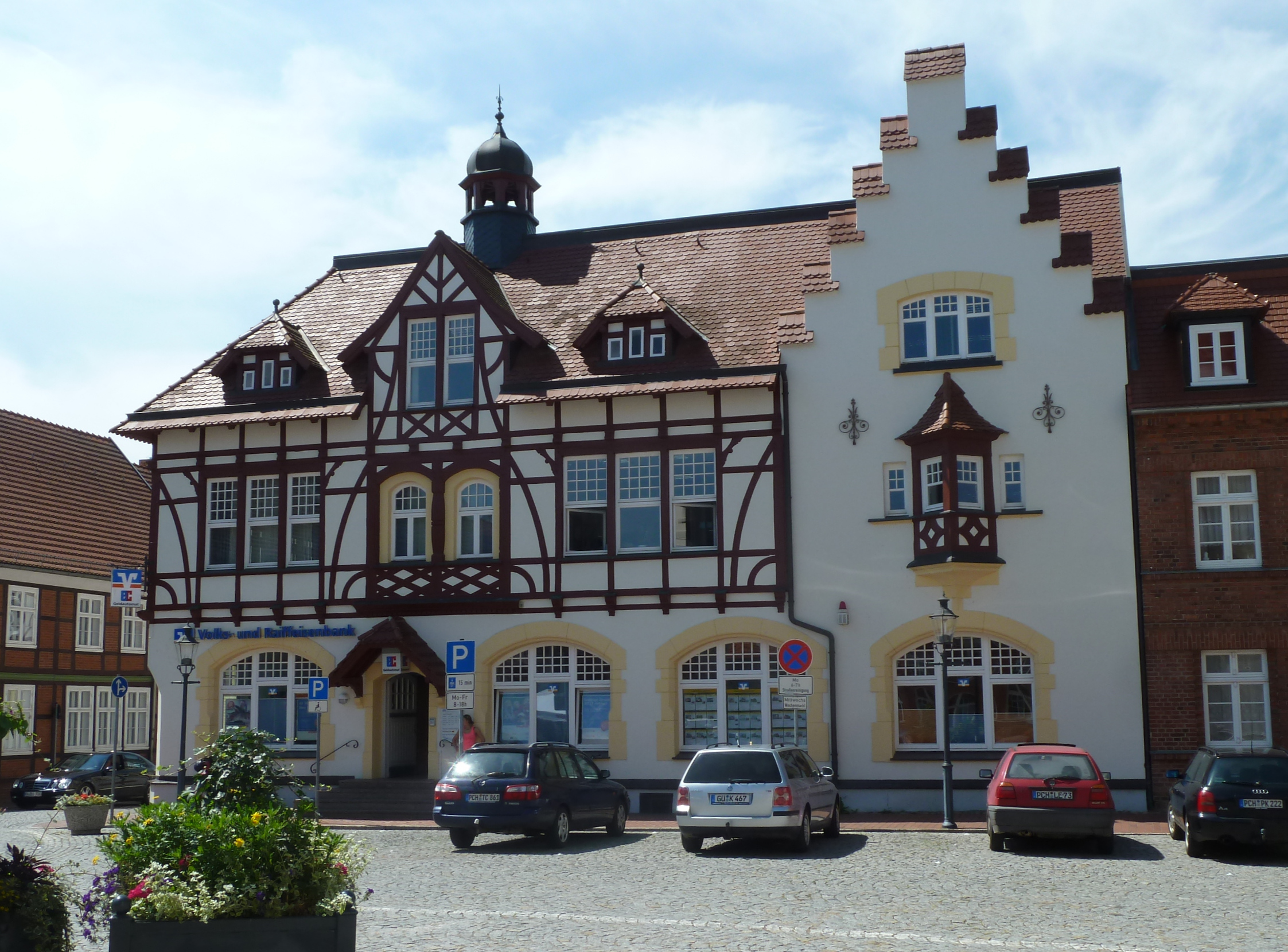
Nr. 8
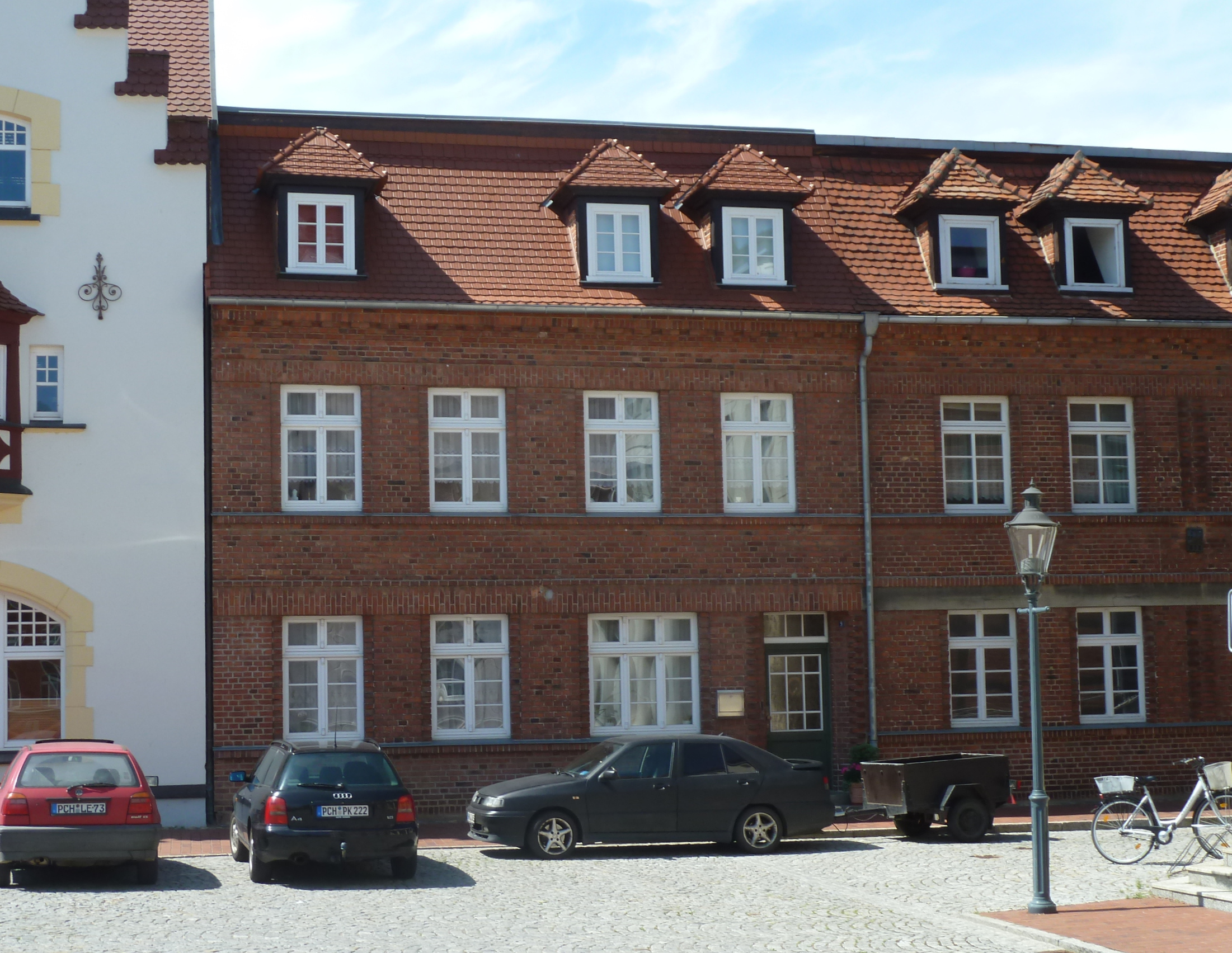
Nr. 9
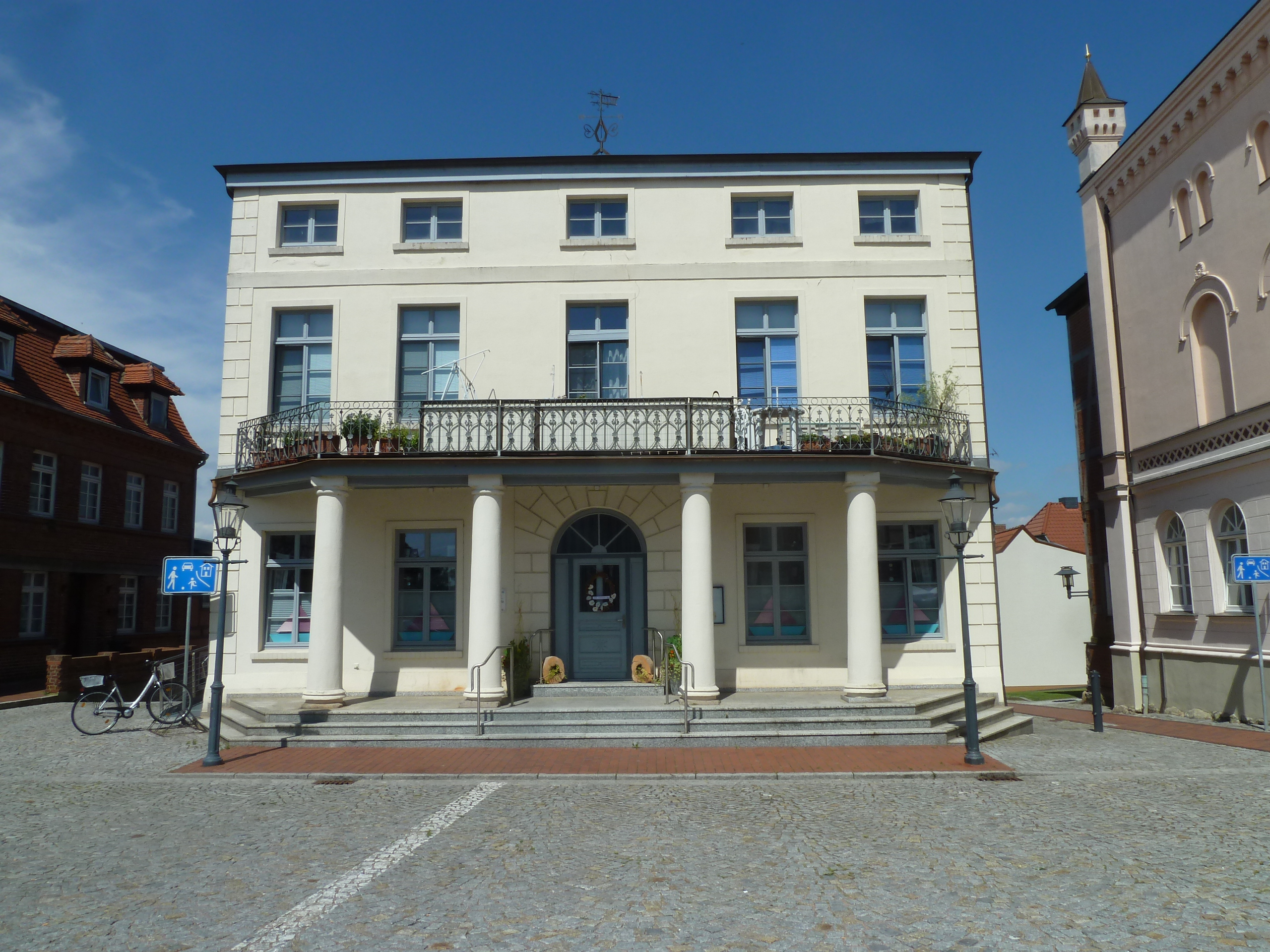
Nr. 14